# 大阪砲兵工廠
大阪砲兵工廠（日语：大阪砲兵工廠）是明治初年基於大村益次郎的建軍構想而設立的日本陸軍兵工廠，從事以火砲為主的各種兵器生產，直到太平洋戰爭敗戰為止。此外，也接受政府與民間的委託，製造兵器以外的各種金屬製品。

## 概要

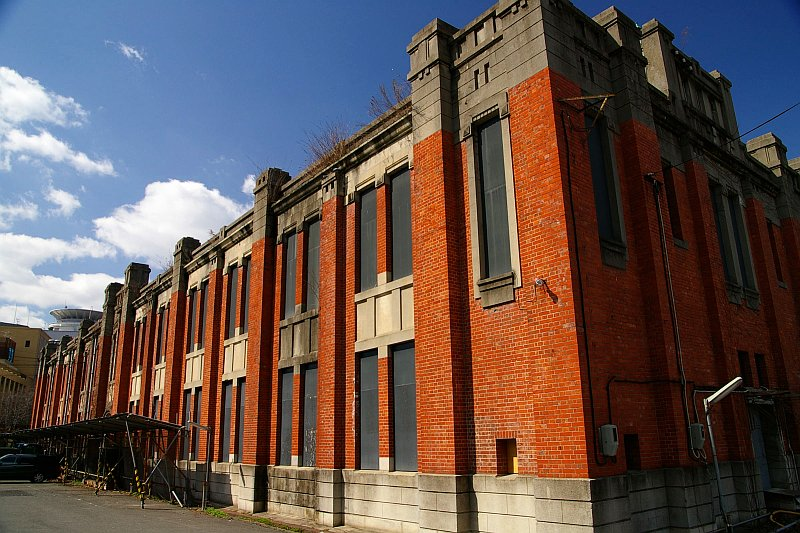
原化学分析場（1919年建）

明治3年2月3日（1870年3月4日），朝廷下令將幕府長崎製鐵所的機械、技師及職工，轉移至新設立的兵部省直營造兵司，同年4月13日（1870年5月13日）以大阪城東北青屋口門內中仕切元番所為臨時廳舍開始辦公，是為大阪砲兵工廠創立之始。
隨陸軍省成立，大阪造兵司於明治5年3月8日（1872年4月15日）改稱大砲製造所，明治8年（1875年）2月8日組織改正，再更名砲兵第二方面內砲兵支廠（東京是第一方面內本廠）。明治12年（1879年）制定砲兵工廠條例，同年10月10日奉陸軍省達乙七四号易名為大阪砲兵工廠，此後直到大正12年（1923年）4月1日陸軍造兵廠令施行後，改稱陸軍造兵廠大阪工廠為止，大阪市民都通稱為“砲兵工廠”。陸軍兵器本部設置後，昭和15年（1940年）4月1日再改稱大阪陸軍造兵廠。
當初的廠區只有大阪城三之丸米倉舊址（現在的大阪城國際文化運動館、太陽廣場等地）而已，但是明治末年的擴廠將玉造口定番下屋敷舊址（現在的記念樹之森、市民之森等地）與京橋口定番下屋敷舊址（現在的大阪商務園區）併入，昭和15年更將城東練兵場（現在的JR西日本森之宮電車區、大阪市交通局地下鐵車庫、森之宮公寓等地）也納為廠地。二次世界大戰結束前夕的廠地面積達596萬平方公尺、建築佔地70萬平方公尺，並向民間徵用土地220萬平方公尺、建築35萬平方公尺。昭和20年（1945年）8月員工最多時達6萬4000人左右，也有文獻指出，昭和20年6月時相關民間工場的從業員總數達20萬人。
當時，大阪砲兵工廠號稱規模東洋第一，是日本陸軍唯一的大口徑火砲製造據點，主要從事火砲‧戰車‧彈藥的開發和製造。由於擁有最先進的鑄造、金屬加工技術，除了軍需品，也接受民間訂製鑄鐵管、橋樑等。最早使用日本製鑄鐵管的大阪城天守閣東側内堀自來水管，就是大阪砲兵工廠的製品。
美國陸軍第20航空軍於昭和20年6月26日、7月14日的兩次空襲，都沒有重大的損害。但是8月14日下午約150架B-29對廠區的密集轟炸，造成80%以上的設施完全摧毀而喪失機能，據報告因本次空襲造成廠區內員工382人死亡，但包括週邊地區的受災者總數則無從確認。
戰後，廠區遺跡以充斥未爆彈為由禁止進入，有將近20年間維持荒地狀態。苦於生計的窮民乘夜潛入廢墟，發掘可以高價出售的金屬資材和廢鐵偷運到黑市變賣，與警方展開水陸追逐戰，直到1950年代中期屢見於日本新聞報導，日本人以當時流行的美國西部片稱之為阿帕契族。開高健於昭和34年（1959年）發表的小說《日本三文オペラ》，就是以此為題材；小松左京於昭和39年（1964年）發表的首部長篇SF小說《日本アパッチ族》中，將當時猶存的廢墟想像成與日本社會隔離之地「追放區」作為故事舞台；曾為阿帕契族一員的韓裔日本作家梁石日，1994年出版的《夜を賭けて》中有當時的回想。此外，2009年9月於東京都世田谷公共劇場首次上演，由明石家秋刀魚主演的生瀨勝久劇作《ワルシャワの鼻》，也是描寫阿帕契族的作品。

## 歷史

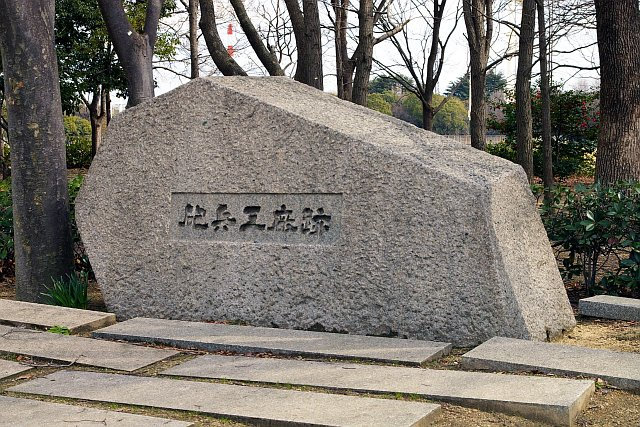
紀念碑
（1959年立，原先在本館附近，大阪城國際文化運動館建設後移設現址。）

- 1870年（明治3年）2月3日 - 成立造兵司
- 1871年（明治4年）7月 - 改稱大阪造兵司
- 1872年（明治5年）
  - 2月 -法國式4斤野砲竣工（成立以來最初的製品）
  - 3月8日 改稱大砲製造所，由陸軍省管轄
- 1873年（明治6年）6月 - 後來作為大阪砲兵工廠本館的建築物竣工
- 1875年（明治8年）2月 - 改稱砲兵第二方面內砲兵支廠
- 1877年（明治10年） 2月15日 西南戰爭開始
- 1879年（明治12年） 10月10日 - 改稱大阪砲兵工廠
- 1882年（明治15年） 8月 - 於和泉郡大津村（現在的泉大津市）設置大砲試験場
- 1885年（明治18年） 9月 - 廠內鐵路開通
- 1888年（明治21年） 1月10日 - 設置科學場
- 1893年（明治26年） 2月1日 - 開始鑄造自來水水管
- 1894年（明治27年） 8月1日 甲午戰爭開始
- 1896年（明治29年） 3月 - 廠內鐵路連接城東線（現在的大阪環状線）
- 1903年（明治36年） 2月1日 - 首次製造鋼製砲身（9糎臼砲）
- 1904年（明治37年） 2月8日 日俄戰爭開始
- 1914年（大正3年）7月28日 第一次世界大戰開始
- 1918年（大正7年） - 製造日本第1號國產汽車
- 1922年（大正11年） - 設置診療所
- 1923年（大正12年） - 改稱陸軍造兵廠大阪工廠（於東京、名古屋、平壤亦有工廠）
- 1937年（昭和12年）
  - 7月7日 中日戰爭開始
  - 8月 - 設置造兵廠大阪研究所（現存的化學試驗場建築）
  - 12月 - 設置枚方製造所（現在的小松製作所工場）
- 1939年（昭和14年）
  - 3月1日 - 枚方禁野彈藥倉庫發生爆炸事故
  - 3月 - 城東練兵場納入廠區
  - 12月 - 設置播磨製造所
- 1940年（昭和15年） 4月 - 改稱大阪陸軍造兵廠
- 1941年（昭和16年） 12月8日 偷襲珍珠港
- 1942年（昭和17年） 10月 - 設置陸軍兵器行政本部
- 1944年（昭和19年） 7月 - 藥莢製造所移設島根縣
- 1945年（昭和20年）
  - 8月14日 - 空襲造成工廠80%受災、死者382名
  - 敗戰後、GHQ接收造兵廠
- 1947年（昭和22年） - 部分原造兵廠建築物轉讓民間
- 1948年（昭和23年） - GHQ解除部分造兵廠接收
- 1952年（昭和27年） - 造兵廠接收解除，公園用地建設開始
- 1970年（昭和45年） - 舉行大阪城公園完成式
- 1981年（昭和56年） - 舊本館拆除

## 現在
廠區範圍相當於現在大阪城公園外濠的東北側一帶（桃園、大阪城國際文化運動館、棒球場、記念樹之森、市民之森）、大阪商業園區、JR西日本森之宮車輛支所、大阪市交通局森之宮檢車場等設施的用地。
現存建築包括正門、廁所（一說是守衛哨所）、石造卸貨拱門（平野川岸的重量物搬運用水門，明治4年5月落成）、化學分析場等。
明治6年（1873年）竣工，別名鐘樓工場的本館，在無視民間保存運動與文化廳調查指示中，昭和56年（1981年）5月2日為大阪市政府強行拆除。現在於故址建立大阪城國際文化運動館（大阪城館）。接近廠區西南角的診療所舊址（原身體障礙者福祉中心），平成3年（1991年）9月17日改裝成大阪國際和平中心。
現存建築物
- 化學分析場（化學試驗場）

大正8年（1919年）竣工，新文藝復興樣式的地上二層‧地下一層紅磚建築，由任職砲兵工廠建築部的建築家置鹽章設計，大阪橋下組施工。二次世界大戦後，1964年~1998年間曾作為自衛隊大阪地方聯絡部，但之後未有用途而漸呈荒廢。

## 攝影集

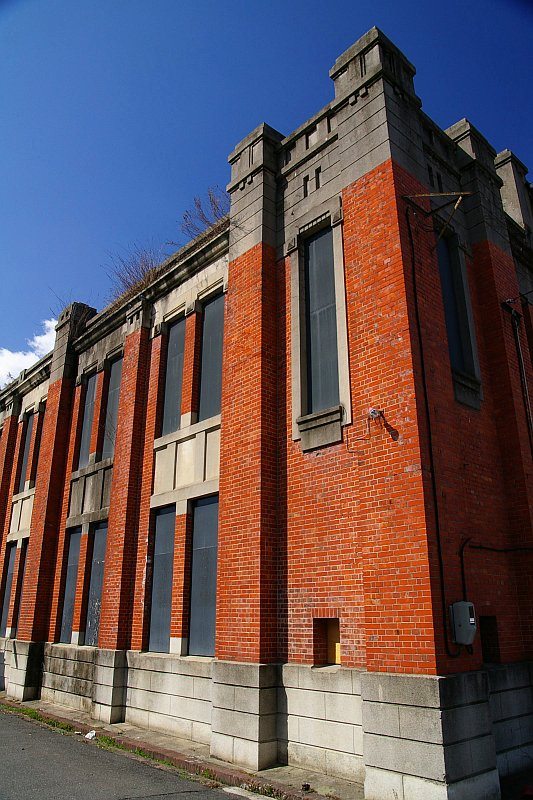
化學分析場（東南角）
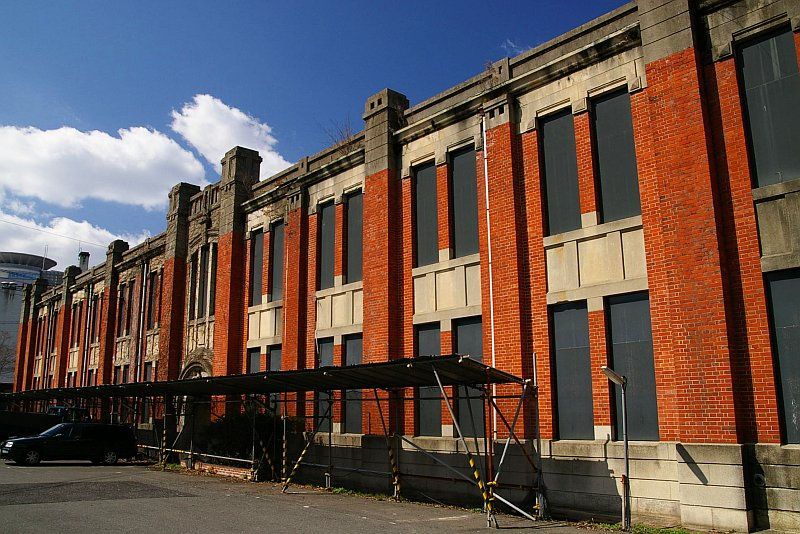
化學分析場（南面‧正面）
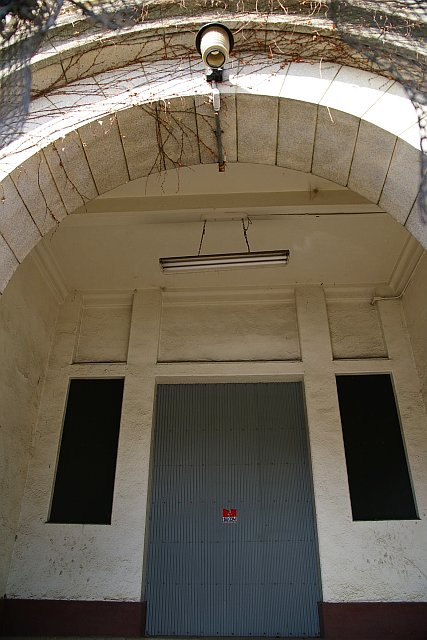
化學分析場（正面入口）
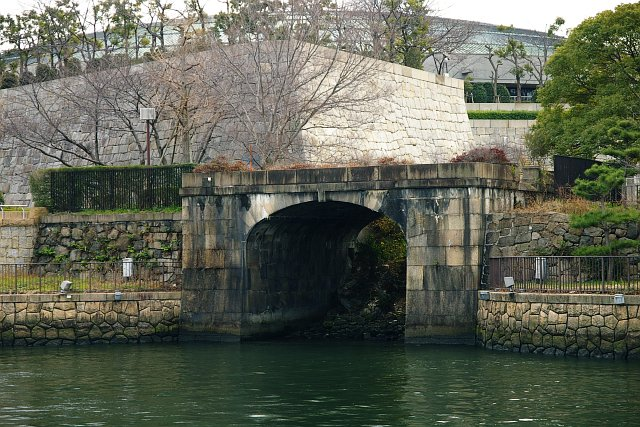
石造卸貨拱門 （第一卸貨場）
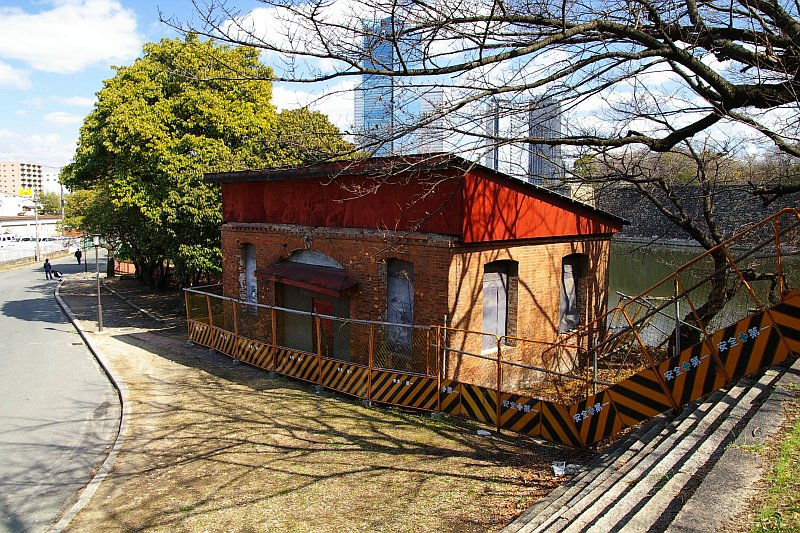
廁所（一說是守衛哨所）
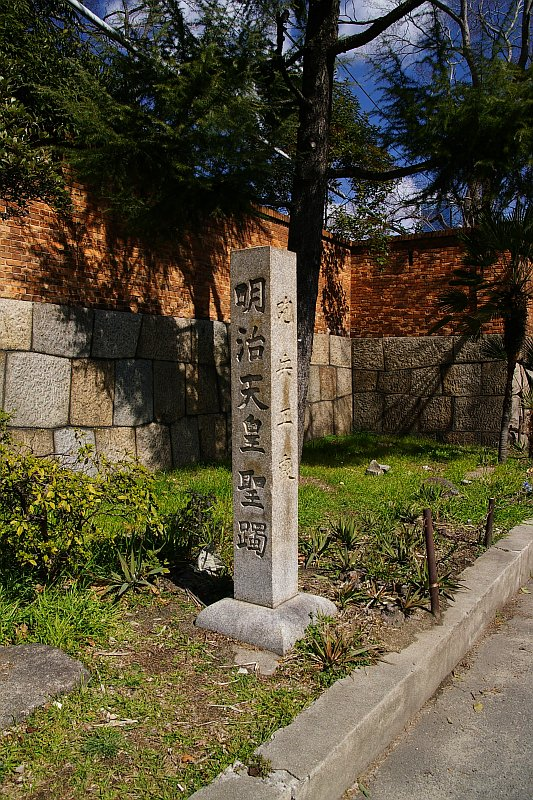
正門前 明治天皇聖躅碑

## 交通方式
前往原化學分析場、守衛哨所，可以利用：
- 大阪市營地下鐵天滿橋站 徒步10分
- 京阪電鐵天滿橋站 徒步10分
- JR西日本大阪城北詰站 徒步10分
- 大阪市營巴士 京阪東口 徒步5分

## 腳注
1. ↑  三宅宏司《大阪砲兵工廠の研究》 第1章 草創期の大阪砲兵工廠 13頁
2. ↑  三宅宏司《大阪砲兵工廠の研究》 第1章 草創期の大阪砲兵工廠 43頁
3. ↑  三宅宏司《大阪砲兵工廠の研究》 第1章 草創期の大阪砲兵工廠 46~48頁
4. ↑  三宅宏司《大阪砲兵工廠の研究》 第1章 草創期の大阪砲兵工廠 72~73頁
5. ↑  三宅宏司《大阪砲兵工廠の研究》 第5章 工廠内外の実態と破局 401頁
6. ↑  三宅宏司《大阪砲兵工廠の研究》 第5章 工廠内外の実態と破局 408頁
7. ↑  三宅宏司《大阪砲兵工廠の研究》 第5章 工廠内外の実態と破局 404頁
8. ↑  三宅宏司《大阪砲兵工廠の研究》 第5章 工廠内外の実態と破局 409頁
9. ↑  參照河村直哉《地中の廃墟から》 第6章 戦後、日本人はこの地をどのように朝鮮人とかかわったのか 208~213頁 梁石日訪談
10. ↑  三宅宏司《大阪砲兵工廠の研究》 第5章 工廠内外の実態と破局 409頁、大阪砲兵工廠慰霊祭世話人会編《大阪砲兵工廠の八月十四日》 久保在久「砲兵工廠と大阪」 225頁

## 外部連結
- 写真の中の明治‧大正 - 国立国会図書館所蔵写真帳から - 関西編　大阪砲兵工廠 日本國立國會圖書館官方網站網頁